# 抽象化
抽象化（英語：Abstraction）是指縮減一個概念或是一個現象的資訊含量來將其廣義化（Generalization）的過程，此時只保存特定的資訊。例如，將一個皮製的足球抽象化成一個球，只保留一般球的屬性和行為等資訊。相似地，亦可以將快樂抽象化成一種情緒，情緒以外的資訊量都被剔除。
抽象化的過程普遍存在於所有人類社會的思維過程當中，也是所有人類語言的一部分，也就是說，抽象化的過程是普世文化通則之一。

## 降低複雜度
抽象化主要是為了使複雜度降低，以得到論域中，較簡單的概念，好讓人們能夠控制其過程或以綜觀的角度來了解許多特定的事態。

## 思考過程
在哲學裡，「抽象化」是一種將觀念抽離原本客體的思想過程。
抽象化使用了簡單的手法，其將具體的細節保留成含糊、曖昧或無定義的樣子；因此對於抽象事物的有效溝通，需要在溝通的發受者之間，有著某種直覺或共同的經驗。

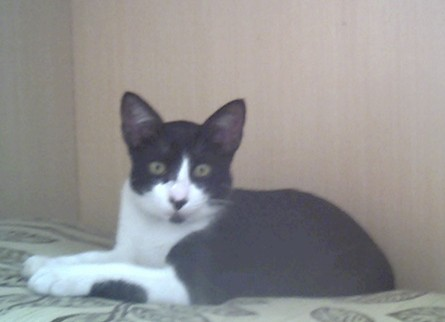
貓坐在墊子上 (圖1)

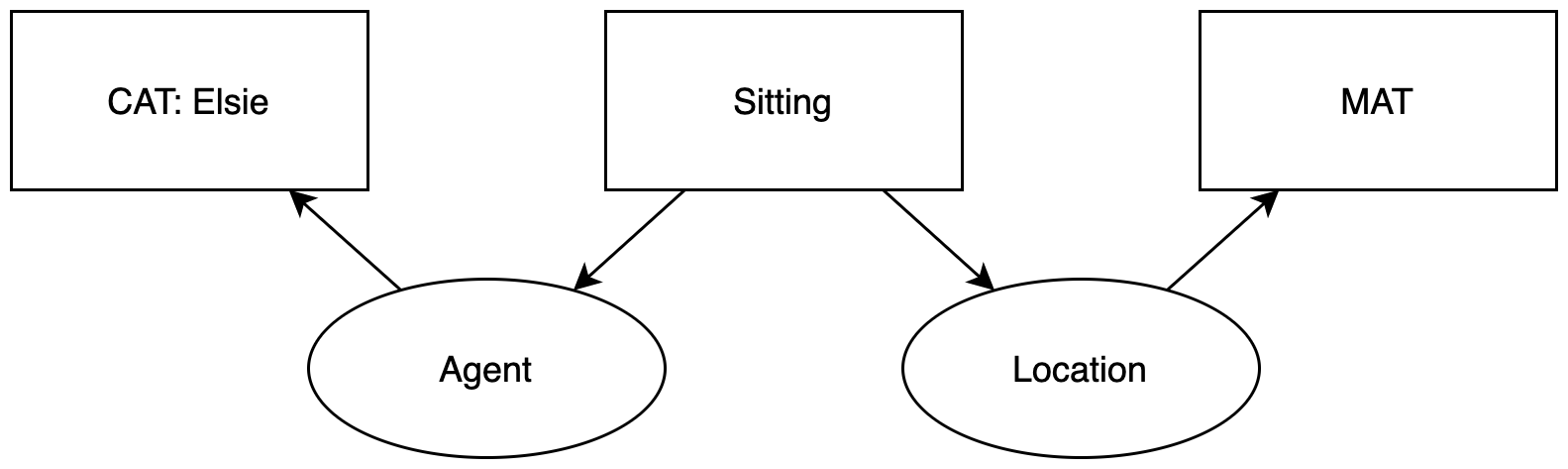
貓坐在墊子上的概念图 (圖2)

例如，許多的物件都可以說是紅色。同樣地，許多的東西可以在一個表面上（如「圖1」）。紅色和「在...上」之關係等性質都是實質物件的抽象化。尤其是，「圖2」的概念圖只標示了三個方格、兩個橢圓和四個箭頭（和其九個標籤），但「圖1」則表現出了更多個圖像上的細節，其內含在圖內的大量關係，比在「圖2」中的九個明顯的細節要多得許多。
「圖2」明顯地詳述出圖表中物件之間的關係。例如，「agent」和「CAT:Elsie」之間的箭頭圖示著一個「是個」關係的例子，而「location」和「MAT」之間的箭頭也有著同樣的意義。在動名詞「SITTING」和名詞「agent」與「location」之間的箭頭表示了圖表中的基本關係：「agent is SITTING on location」，其中的「Elsie」會是「CAT」的一個實例。
雖然「在...上」的描述（圖2）比「貓在地墊上」的圖像（圖1）更為抽象，由具體事物中所抽離出的抽象事物之描述卻會有點含糊不清，此種含糊或曖昧即為抽象化的特徵之一。因此，如報紙之簡單的事物有可能可以被分成六個等級，例如道格拉斯·理查·郝夫斯臺特在《哥德爾、埃舍爾、巴赫》（1979年）這本書中由抽象至具體排出之對含糊的描述：

(1)一份刊物
(2)一份報紙
(3)《舊金山紀事報》
(4) 5月18日的《舊金山紀事報》
(5)我的5月18日的《舊金山紀事報》
(6)我首次撿起時的我的5月18日的《舊金山紀事報》(而現在則不是我的了，因為我在幾天後丟進火爐裡燒了）

抽象化可以因此以不失其一般性的方式包含著每個細節的層級。而或許一個偵探或一位哲學家/科學家/工程師可以以此來得知某些事實，以對細節漸進加深的方式，進行破案或破解難題。

## 指稱對象
抽象化有時會有些含糊不清的指稱對象；例如，「快樂」（當做為一個抽象化）可以指涉成能使人快樂的人事物。相同地，「建築」不只指涉著安全、功能性建築的設定，也指涉著創作和創新的元素，其目的是為了解決建造、空間利用及試圖引起建造者、擁有者、觀看者和使用者的情緒反應等問題。

### 具現化
不存在於任一特定地點和時間的事物通常會被認為是抽象的。相對地，此類抽象事物的例子或元素則可能會存在於許多不同的地點及時間內。此類的抽象事會被稱做是「多重具現」的。
但不必然需要將「抽象」的觀念定義成能具現的觀念，也不必然需要將「抽象化」定義成具現化的相反作用。這樣做會令「貓」和「電話」這些不隨外觀而變的概念，變為抽象的觀念，而一個特定的貓或一個特定的電話則會是「貓」或「電話」等概念的一個例子。儘管「貓」和「電話」等概念為「抽象化」的概念，但在上面「圖2」之事件的意思之下，其並非是「抽象」的。

### 物質性
一個物理物件（一個概念或一個字的可能指稱對象）被認為是「具體」的（非抽象的），若它是一個會出現在特定的地點和時間的「特定個體」的話。
抽象的事物有時可以被定義成不存在於現實或只存在於感官經驗上的事物，如紅色。但該定義會有如何決定哪些事是真實的（即哪些事是存在於現實中的）之困難性。例如，很難去決定如「神」、「三號」和「女神」等概念是真實的，還是抽象的，亦或是兩者都有。
解決此類困難的一種方法是將其述語不論事物是一真實的、抽象的、具體的或一特定性質（如「好」）等都將其做為一個一般性的詞彙。有關事物性質的問題故而會是個有關其述語的命題，其中的命題則仍然需要由研究者來判斷真偽。在上面的「圖2」中，如連接著方格和橢圓間箭頭的圖像間之關係可以標示著述語。不同抽象化的等級可以以多層的箭頭依序地連在一起來標記。

## 哲學裡的抽象化
哲學中的抽象化是指認知某類個體內的普遍性質之概念形成及形成其性質概念之準則的過程。抽象化的概念對於了解某些圍繞著經驗主義和普遍論爭之間的哲學爭議是非常重要的。這在最近的述語抽象化之下之形式邏輯中變得很受歡迎。另一個討論抽象化的哲學工具為思想空間。

### 本體狀態
如石頭和樹木等物理物件存在的方式和抽象概念或關係的性質存在的方式會有所不同，如「圖1」中所存在的具體、特點、個體等描繪的方式及和存在於「圖2」中所描述的概念的方式不同。其之間的不同說明了「抽象化」這個詞的本體有用性。這個詞應用在性質和關係上可以顯示出一事實：若其存在，則其雖然不存在於這個時間或空間之內，但其在現實中的例子則會存在，並可能存在於不同的時間和空間之中。
或許會使人感到困惑的，有些哲學會將「比喻」（性質的例子）指涉成一種「抽象特點」，如一個特定蘋果的特定個紅色即是一個「抽象特點」。

### 語言學裡
具體化被認為是將「社會」或「技術」等抽象概念，視做有如具體事物的一種邏輯謬誤。在語言學裡，這被稱為「轉喻」，即為：將其抽象的概念，以某種表示著具體物件的名詞來指涉。轉喻會使得抽象和具體事物之間的區別變得模糊。如霍雷肖·納爾遜曾在1805年的特拉法加海戰說過：「大英帝國期望每個子民都負起自己的責任。」其中的「大英帝國」、「子民」、「責任」等名詞皆為如此。

### 壓縮
抽象化可以看做是將多重個不同的組成資料映射至在這些組成資料裡有著相似性的一個抽象的資料中，如將許多個有著實體的不同貓咪們映射至一個抽象化的「貓」上。這個概念架構強調著組成和抽象資料間內在的相等，並以此避免了因「抽象」和「具體」之間的差異所產生的問題。在此意義之下，抽象化的過程需要有在物件之間對相似性的確認，以及將物件以抽象化（其亦為一個物件）來相聯連的過程。
例如，上面的「圖1」描述著「貓在地墊上」具體的關係。
一串的抽象化因此可以由從感官知覺所產生之神經刺激到如顏色或形狀等基本的抽象化，再到如一隻特定的貓之經驗上的抽象化，再到如貓的「觀念」的語義抽象化，再到如「哺乳類」之物件的類別或甚至是和「動作」相對之「物件」之分類。
例如，上面的「圖2」表示了「agent sits on location」的抽象化。
這個概念架構不需要有著特定的階層生物分類學（如上面所提之貓和哺乳類），而只需要一個對細節有著逐次的壓縮。

## 抽象化的神經學
一些對人類大腦的研究顯示出右腦和左腦之間在掌控抽象化的程度上會有所不同。例如，由重新檢視人類機能障礙的後設分析中可以發覺在使用工具時比較會使用到左腦的部份。

## 藝術裡的抽象化
大多數在藝術中一般會將「抽象」當做是抽象畫的同義詞。但它可以是指任何由現實世界中精煉出的物件或圖像，或者是完全無關的其他概念。在最現實的意義之下，抽象畫並不是真的是抽象的。
藝術家羅伯特·斯塔克寫道：
「距離放棄了形式的風景畫且改去發覺不具表現主題地將顏料自由地塗在畫紙上之更直接的表現方式，已經過了有十年的時間了，我也發展出了一個新的詞彙；明和暗、暖和冷、making marks、brush-strokes like heart-rhythms。每一天都是一次獨自的作畫能力之測試。每一張畫作都會被不斷地被更改、被重製、被擦掉或被重畫，只要它還留在這個工作室裡……（下略）

## 心理學裡的抽象化
榮格對抽象化的定義，將思考過程擴展至包含四個互斥互補的心理功能：知覺、直覺、感情和思維。它們一起形成一個異化著抽象化過程的總體架構。當抽象化作用在相對立的功能之一時，其會排除到其他功能及如情緒等不相關事物在同一時間內的影響。抽象化需要對心裡面功能的結構分歧做選擇性的運用。抽象化的相對為具體化。「抽象化」是榮格在《心理類型》第六章中57種定義的其中一種。

正像抽象的情感、感覺和直覺，也存在著抽象的思維。抽象思維所揀選的內容，以其具有的理性的和邏輯的性質，而有別於其他不相干的因素。抽象情感對具有情感價值的特徵內容也起到了同樣的作用；抽象感覺和抽象直覺亦是如此……我把抽象情感和抽象思想放在同一層次上。抽象感覺是審美的感覺，它區別於感官的感覺，抽象直覺是象徵的直覺，它與幻想的直覺相對。

## 另見
| - 抽象表現主義 - 抽象化 (電腦科學) - 抽象化 (數學) - 抽象結構 - 摘要 - 抽象直譯 | - 查爾斯·桑德斯·皮爾士 - 戈特洛布·弗雷格 - 本質抽象化 - 模型 (抽象) - 本體論 - 精確抽象化 - 知識抽象化 - 抽象知識 |

## 外部連結
- 哲學線上百科：Gottlob Frege （页面存档备份，存于）
- 哲學史丹佛百科：Abstract Objects （页面存档备份，存于）
- 有關抽象化階層泉源之討論 （页面存档备份，存于）
- 抽象化的觀點與說明